# Tiwi (Albay)
Tiwi ist eine philippinische Stadtgemeinde in der Provinz Albay.

## Geschichte
Vor der Gründung der Gemeinde Tiwi durch die Spanier war die Gegend der heutigen Hauptsiedlung und der Baranggays Baybay, Libjo, Cararayan und Naga noch Teil des Pazifischen Ozeans, und der Hügel, auf dem heute die Baranggays Bolo und Putsan liegen, war eine Insel. Erst durch einen Ausbruch des heute dormanten Vulkans Malinao wurde dieses Gebiet Land und der Hügel von Bolo und Putsan mit der Insel Luzon verbunden.
Im Jahre 1658 errichteten spanische Franziskaner in der Nähe der Küste nördlich von Malinao ein Kreuz. Die Ordensbrüder nannten den Platz nach dem Namen einer dort vorkommenden Pflanze Tigbi. Später wurde daraus Tivi und schließlich die heutige Form Tiwi.
Die Siedlung war zunächst ein Ortsteil von Malinao, bevor sie im Jahre 1696 ein formell unabhängiges pueblo wurde. Als katholische Pfarrgemeinde wurde sie von einem säkularen Priester verwaltet. Die Pfarrgemeinde gehörte damals zur Diözese Nueva Caceres, heute eine Erzdiözese. In ihrer Urzeit hatte die Siedlung 1105 Häuser, eine Gemeindekirche, eine gemeinschaftlich finanzierte Grundschule und einen Friedhof außerhalb der Ortsgrenzen. Ursprünglich waren die Bewohner in der Fischerei und der Produktion von Reis, Mais, Zuckerrohr, Indigo, Obst und Gemüse tätig. Neben diesen Tätigkeiten in der Landwirtschaft webten sie Baumwoll- und Abakakleider und fertigten Töpferwaren.
In Kagnipa, dem heutigen Baranggay Baybay, stehen die baufälligen Überreste der ersten aus Beton errichteten Kirche mit dem Namen Sinimbahan. Sie wurde von Franziskanern unter dem Pastor von Malinao, Pedro de Brosas, erbaut.
Die Bevölkerung hatte unter den Überfällen moslemischer Moros zu leiden. Vor diesen Überfällen war der Marktplatz an der Stelle der heutigen Grundschule in Baybay. Um den Überraschungsangriffen auszuweichen, wurde der Markt an die südlichste Stelle des heutigen Baranggays Baybay verlegt. Von da an wurde das Baranggay Baybay Binanwaan genannt. Die Verlegung des Marktes jedoch war nutzlos. Um bei Angriffen genügend Zeit zur Flucht zu haben, wurden der Marktplatz und die Siedlung an die Stelle des heutigen Baranggays Tigbi verlegt. Vor den Angriffen der Moros war das Baranggay Baybay das Zentrum für Geschäft und Handel, da es einfach für den Gütertransport über das Meer von den Inseln Catanduanes, Rapu-Rapu und Batan sowie von den benachbarten Siedlungen auf dem Festland aus zu erreichen war.

## Sehenswürdigkeiten
Die bedeutendste Besucherattraktionen sind Heiße Quellen. Ihre Beliebtheit ging jedoch in den vergangenen Jahren zurück, da in der Nähe ein geothermisches Kraftwerk gebaut wurde.

## Baranggays
Tiwi ist politisch unterteilt in 25 Baranggays.
| - Bagumbayan - Bariis - Baybay - Belen (Malabog) - Biyong - Bolo - Cale - Cararayan - Coro-coro - Dap-dap - Gajo - Joroan - Libjo | - Libtong - Matalibong - Maynonong - Mayong - Misibis - Naga - Nagas - Oyama - Putsan - San Bernardo - Sogod - Tigbi (Poblacion) |